# Château de la Vacherie (Barquet)
Le château de la Vacherie est une demeure datant du XIXe siècle, qui se dresse sur le territoire de la commune française de Barquet dans le département de l'Eure, en région Normandie.
Le château est inscrit au titre des monuments historiques.

## Localisation
Le château de la Vacherie est à mi-chemin entre Beaumont-le-Roger et Conches-en-Ouche dans la commune de Barquet, au hameau de la Vacherie, dans le centre-ouest du département français de l'Eure. Il se situe à l'extrémité ouest du plateau du Neubourg et à quelques centaines de mètres de la vallée de la Risle.

## Historique
Le site était déjà occupé par un château au XVIIIe siècle, mais celui-ci fut incendié à la Révolution.
Le château actuel est construit vers 1810 pour M. Martel par l'architecte Fillette. Le décor intérieur est l'œuvre de Loisel et de Lenoir.

## Description
Le château de la Vacherie, qui rappelle les villas palladiennes, est construit en pierre de taille dans le style néoclassique. Il se présente sous la forme d'un corps de logis compact, mis en valeur, côté est, par un portique monumental avec colonnade ioniques et grand perron, et côté ouest par un vaste salon ovale en saillie orné de pilastres.
L'édifice se caractérise « par sa monumentalité (soubassement, étage noble, attique), renforcée par l'austérité des quelques éléments de décor (frontons, corniches) » et la discrétion de la toiture en ardoises.

## Protection
Le château de la Vacherie est inscrit au titre des monuments historiques par arrêté du 7 octobre 1931.